# Малуша

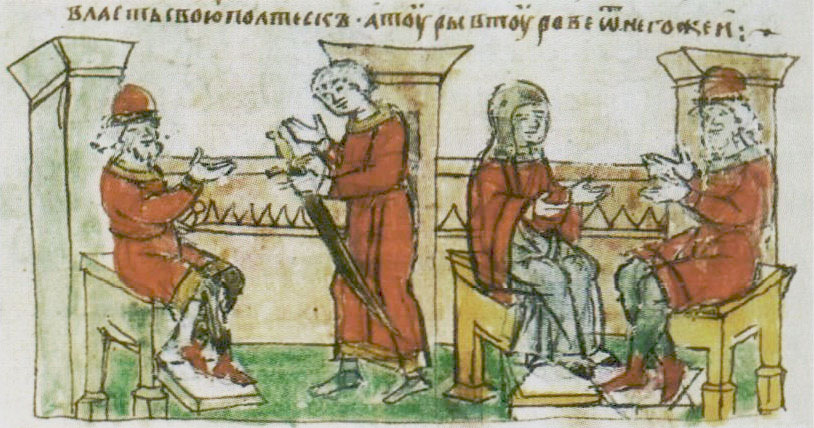
Сватання Рогнеди князем Володимиром, мініатюра з Радзивіллівського літопису XV століття

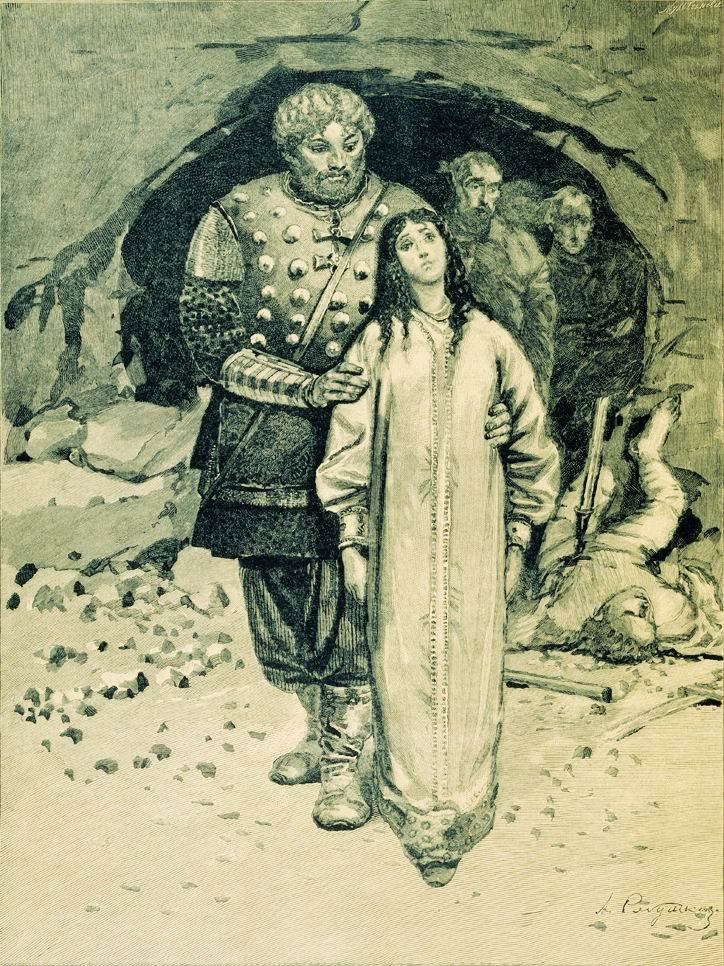
Добриня Микитович із сестрою Малкою. Ілюстрація до книги «Руські билинні богатирі» (1895)

Малу́ша (за деякими даними, Мальфрід, за іншими — Малка, донька Мала або Малка, бл. 940/944 — 1000) — наложниця Святослава Ігоровича, мати Великого князя Київського Володимира Святославича, сестра воєводи Добрині. Дочка Малка Любечанина. Ключниця (довірена особа, яка відала продовольчими запасами двору, палацу, маєтку, та ключами від місць їх зберігання) княгині Ольги.

## Біографія
Свідчення, що саме Малуша була матір'ю Володимира, знаходимо у пізніх джерелах XVI ст. — Никонівському та Устюзькому літописах, які стверджують, що Володимир народився у селі Будятин (Будутин) (в тексті «Будятина вісь», котра належала Ользі), куди Ольга вислала вагітну Малушу. Російський імперський історик Татіщєв вигадав, що село Будятино розташовується під Псковом. Однак, традиційно для російської історичної науки, не навів жодних доказів.
За найновішими дослідженнями, князь Володимир народився на Волині, у с. Будятичах (на околиці сучасного Нововолинська) під Володимиром на Волині, недалеко від Зимненського Святогорського монастиря. Підтвердження цієї думки знаходять зокрема й у місцевих Будятицьких повір'ях, пов'язаних зі святим джерелом та чудотворною іконою Пресвятої Богородиці. Складові сюжетної лінії Будятицьких оповідей прямо кореспондуються з Корсунською легендою, у якій висвітлено події Володимирового хрещення.
В Іпатіївському літописі знаходимо інформацію, що Малуша була улюбленицею («милостницею») княгині Ольги. Літопис свідчить також, що маленького Володимира, привезеного до Києва, виховував рідний дядько — Добриня; він же разом із сестрою Малушею та своїм юним племінником-вихованцем відправився у 969 р. до Новгорода Великого допомагати тому князювати.
Свідченням її відносно низького соціального статусу була відмова, виказана її сину Володимиру під час його сватання до Рогнеди: «Не хочу роззути робичича». Що значить «робичич» — з «Повісті временних літ» невідомо; традиційно тлумачать це слово як «син рабині»; однак, терміну «раб» у давньоруській мові не було, натомість було три стани залежних людей: рядовичі, закупи і холопи, і до жодного із цих станів Малка не належала. За законами того часу наречена повинна була зняти взуття з потенційного жениха в тому випадку, якщо він їй припав до вподоби. Можливо, Рогніда просто не хотіла йти заміж за сина наложниці, і в такий спосіб відмовляла Володимиру. Натомість княгиня Ольга підозріло позитивно ставиться до «однієї з тисяч наложниць Святослава».
На думку деяких істориків (зокрема, М. Грушевського), Малуша була дочкою древлянського князя Мала, про це писав, ще в 1864 році Дмитро Прозоровський у статті «О родстве св. Владимира по матери». На думку дослідника, син рабині-наложниці, яких у князя було сотні, не міг претендувати на батьківський престол. Однак княгиня Ольга виховувала сина Малуші разом із двома законними спадкоємцями князя Святослава, а потім вже сам батько наділив усіх трьох синів — Ярополка, Олега і Володимира — удільними землями. Однак, деревлянське походження Малки викликає сумнів зовсім не через те, що прикметник Никитич при імені її рідного брата Добрині говорить, що його батька було звати не Малк. Ймовірно, билинне ім'я по батькові воєводи походить від його вотчини — селища Низкиничи, назва якого, до речі, є цілком тотожньою до «Маловичей» (тобто «малого», «маленького» сільця). Можливо також, що малк — це тільки статус деревлянського князя, що означав «вождь» або «цар» (від івр. מלך — мелех або малік) — якщо припускати, що батько Добрині та Малуши був хозарським, а не слов'янським ватажком. Зокрема, таку версію в 1979 році висловив радянський арабіст, академік Валерій Ємельянов, який трактував ім'я брата матері майбутнього князя Володимира як «Дабран», яке походить від того ж самого кореню, що й гебрейске ім'я Дебора чи прізвище Деборан.
І. Мицько взагалі вважає, що батько Малуші та Добрині Малк Любчанин походив не з міста Любеча на Чернігівщині, а з чеського граду Лібіце (Liubuz, Liubycz, Lubsc) чи Маліна (звідки й ім'я — Мал чи Малк), другого за значенням граду в князівстві Славниковичів. До Києва Мал міг потрапити з місією Адальберта 961—962 років, яка прибула до Києва від Оттона І на запрошення княгині Ольги. Єпископ Адальберт їхав на Русь через Лібіце, де конфірмував Славнікового сина Войтеха-Адальберта — майбутнього Празького єпископа та святого мученика. Після невдалого завершення місії Малуша та Добриня залишилися при дворі княгині Ольги.
11 вересня 2010 року було відкрито пам'ятник Малуші в місті Коростень Житомирської області, на якому зображена Малуша, дочка Мала князя древлянського разом із сином Володимиром.

## Етимологія
Ім'я Малуша означає зі давньоруської мови «маленька, невеличка» (праслав. malъ, від якого походять, зокрема: др.-русск., ст.-слав. малъ, рос. малый, болг. ма́лък), тобто невисокого зросту. Ім'я було надане дівчині в дитинстві, й не означає, що, вирісши, вона була невисока. Відповідно до іншої точки зору, ім'я Малуша — це давньоруська адаптація скандинавського Málfríð. І ще є думка, що Малка означає дочка Мала або Малка (Любечанина).
У той же час, якщо розглядати «хозарську версію», Малка є типовим гебрейським жіночим ім'ям від івр. מלכה — цариця.

## Фольклор
Парні образи Малуші та її сина Володимира (у хрещенні — Василя) представлені в святочних фольклорних фігурах Маланки (Меланки, Миланки) і Василя. У церковному календарі день св. Меланії завершує річне коло, день св. Василя його починає. Ця календарна обставина зблизила в народній уяві преподобну Меланію і святого Василія Великого, перетворивши їх у стійку фольклорну пару. В українській народній пісенній творчості зимового циклу збереглися не тільки згадки про реальних історичних персонажів (Малушу та Володимира), а й цілий ряд деталей, які відображають правові норми X ст. і характеризують тодішній побут.

## Древлянський та хозарський «міфи»
Наголошуючи, що версія О. Шахматова про тотожність Малка Любечанина (дослідник називає його Марком) з древлянським князем Малом «не витримала перевірки часом і сьогодні не має прихильників», Л.Войтович стверджує, що так само малоймовірно, що Малуша була дочкою місцевого любецького династа, взятою в заложниці Ольгою. Втім, за думкою вченого, хоча ключники юридично й належали до рядовичів або холопів, все ж таки виглядає, що «Володимир був бастардом, права якого були визнані його батьком Святославом».
Втім неоязичницька версія щодо семітського походження Добрині і Малки та, відповідно, хрестителя Русі — рівноапостольного князя Володимира — також уявляється досить екзотичною з наступиних причин. Хозарський каганат, дійсно, був таким саме сусідом Київського князівства, як і древляни. І після його розгрому князем Святославом у 965-969 рр. держава, верхівку якої складали саме юдеї, повільно почала приходити в занепад. То ж, багато хозар стали шукати собі нову Батьківщину, осівши, в тому числі, і в Києві. Але на той час Малуша разом з братом Добринею вже виховували у Будятині сина Святослава.
Скептики щодо «хозарського міфу» про походження імен вуйка та матері Володимира нагорошують, що мовою каганата (основу якого складали тюркські племена) був не іврит, а діалект, споріднений з давньобулгарским — «дідусем» сучасної чуваської мови. Окрім того, царських титулів у хозар було два: «бек» і «каган»; проте титул «малік» у значенні «князь» або «цар» у каганаті ніколи не використовувався.
Разом з тим, відомо, що хозарські очільники (починаючи з бека Булана, який першим прийняв юдаїзм) геть усі носили єврейські імена: Овадія, Хізкіягу, Менаше, Ханука, Іцхак, Звулун, Нісим, Аарон, Менахем, Біньямін. Ми знаємо це напевно, завдяки листу останнього хозарського кагана Йосипа особистому лікару та раднику еміра Кордови — Хасдай ібн Шапруту, який історики датують приблизно 961-м роком. Тобто і автор, і адресат документа були сучасниками Малки та Добрині (Дабрана). Важливо: лист кагана, який ще не підозрює, що дні не тільки його правління, але й усієї держави, добігають кінця, було написано на івриті.   

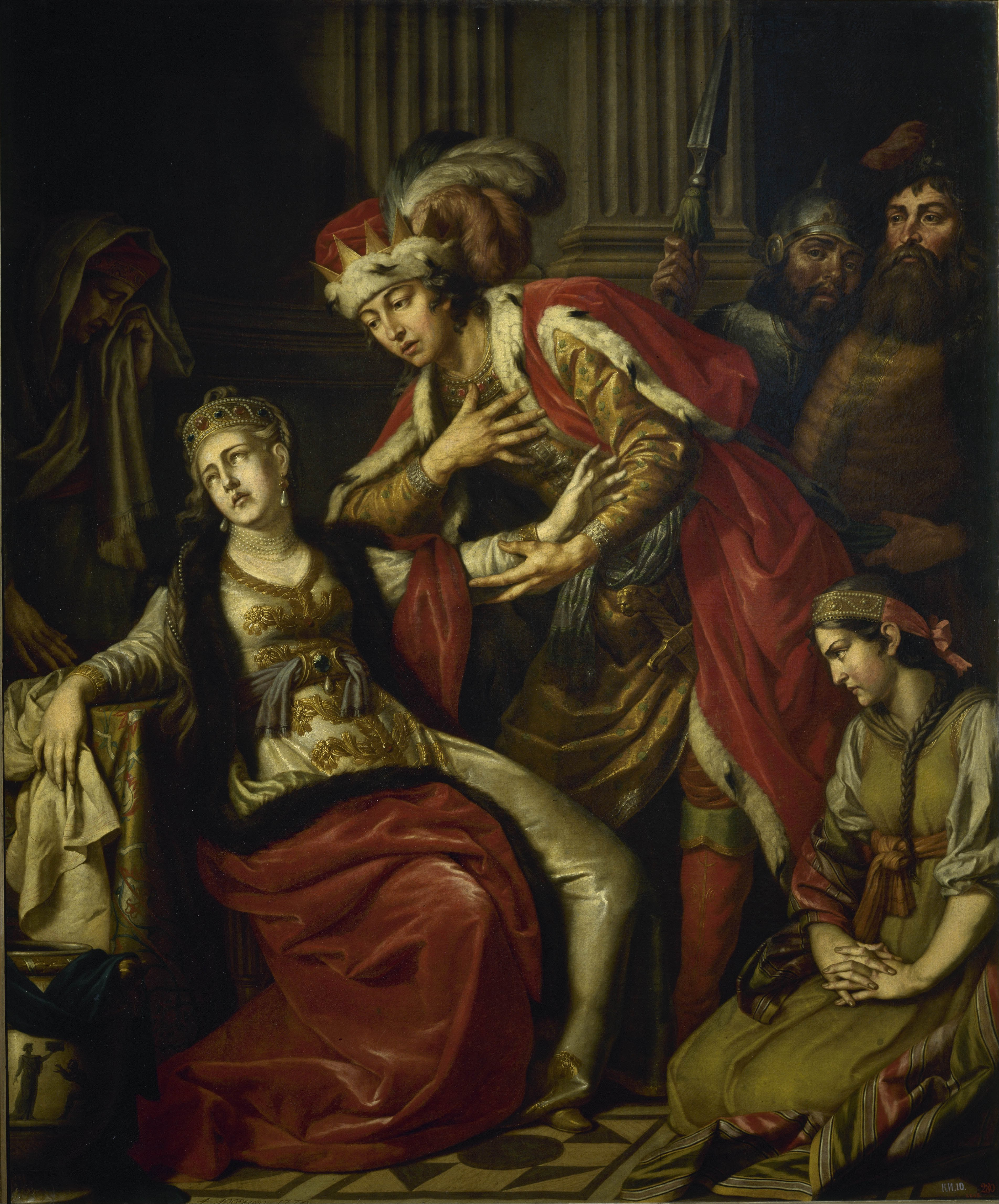
На відомій картині «Володимир і Рогнеда» (1770, А.Лосенко) — прикрашена версія сватовства князя, який повідомляє Рогнеді про смерть братів та батька

І саме на івриті бека, що сповідав юдаїзм, і в руках якого опинилася реальна влада у каганаті, називали «мелех» (або «цар»). Араби передавали його посаду як «халіф» — буквально «заступник» або «малік» — правитель.
Досить цікавою також є дискусія навколо відомого епізоду із життя молодого князя Володимира, коли його свати на чолі з вуйком Добринею прийшли свататися до Рогнеди (якій до того вже освідчився старший брат князя Ярополк). А саме — аргументація її відмови: «Не хочу роззути робичича». Князю «підносять гарбуза» буцімто тому, що він — син ключниці, робітниці князя (втім не рабині, як стверджує низка джерел, бо рабів на Русі не було). Проте В. Ємельянов трактує відмову дещо інакше, зміщуючи акцент на релігійний аспект. «Несторівська цензура дохристиянських літописів привела до переосмислення слова «раббі»; подвоєння приголосної пропало і слово стало походити до дієслова «робити»; так потомок рабина Малка у «Повісті времених літ» став «робичичем», — пише він.
Відмова 14-річної доньки полоцького князя Рогволода вельми образило не стільки неповнолітнього «ро(а)бичича» Володимира, як його вуйка Добрана Низкинича. Той радить княжичу жорстко покарати Полоцьк. Навесні 980 р. вони захоплюють і спалюють місто. Участь правлячої в Полоцьку династії була жахливою. Рогволода, його дружину і синів убили. Але перш ніж це зробити, в помсту за завдану образу Добриня наказав принизити і зганьбити їх. «І паплюжив Добриня Рогволода і доньку його, і нарік її робичицей, і повелів Володимиру бути з нею перед батьком і матір'ю», — повідомляє Лаврентіївський літопис. І, слідуючи пораді наставника, Володимир згвалтував Рогнеду на очах її батьків Забравши її до Києва, він замикає в селі Предславине на р. Либідь.
Сином князя Святослава від нібито «випадкового зв'язку з юдейкою, дочкою хозарського рабина з руського міста Любеча, який перебував до 882 року у васальній залежності від Хозарського каганату» вважають князя Володимира також автори т.зв. «Концепції Громадської Безпеки», що останнім часом набирає силу в колах інтелектуалів на пост-радянському просторі.
Збираючись у свій останній похід, князь Святослав залишив свого старшого сина Ярополка княжити у Києві, середнього Олега відправив до землі Древлянської, а наймолодшому Володимиру не призначив ніякого наділу, що свідчить про відповідне його відношення до «побічного сина від ключниці» (термінологія «Повісті временних літ»). Однак, новгородці, прагнучи до самостійності від Києва, за порадою Добрині, стали просити у Святослава в князі Володимира. Святослав не любив новгородців і, відпускаючи бастарда до них, як зазначає літописець, відповів: «Візьміть його! По Вас і князь».

## Вшанування пам'яті
У місті Малин вулицю Черняхівського перейменували на вулицю Малуші. 

## Зауваги
1. ↑  Версія О. Шахматова про тотожність Марка Любечанина з древлянським князем Малом не витримала перевірки часом і сьогодні не має прихильників. → див. Войтович Л. Княжа доба: портрети еліти… — С. 231.

## Інтернет-посилання
- Кралюк П. Війни у Вікіпедії, або чи пошанує Україна Володимира Святого? [Архівовано 4 березня 2016 у Wayback Machine.]